# Jens Okking

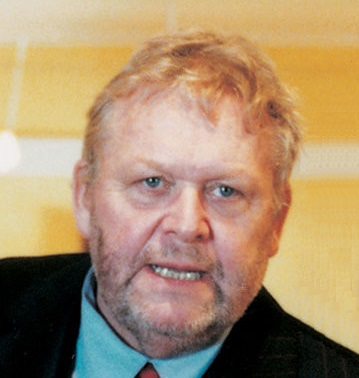
Jens Okking (2001)

Jens Dyhr Okking (* 18. Dezember 1939 in Kopenhagen, Dänemark; † 21. Januar 2018) war ein dänischer Schauspieler und von 1999 bis 2003 Mitglied des Europäischen Parlaments.

## Leben
Jens Dyhr Okking war von 1956 bis 1959 bei der Dänischen Marine. Anschließend arbeitete er als Bühnenbauer beim Aarhus Teater und begann mit der Schauspielerei. Ende der 1960er-Jahre debütierte er beim Film. Er war insgesamt vier Mal für den dänischen Filmpreis Bodil nominiert, wovon er drei Auszeichnungen gewinnen konnte. Er wurde für seine Darstellungen in Strømer und Ein Jackpot für Helene als Bester Hauptdarsteller und in Nitten røde roser als Bester Nebendarsteller ausgezeichnet. Insgesamt wirkte er als Schauspieler in mehr als 100 Film-und-Fernsehproduktionen mit.
Im Jahr 1999 wurde Okking für die Junibewegung ins Europäische Parlament gewählt. Zum Ende seiner Mitgliedschaft vertrat er die Volksbewegung gegen die EU. 2003 verzichtete er auf sein Mandat und schied vorzeitig aus dem Parlament aus.
Jens Okking starb am 21. Januar 2018 im Alter von 78 Jahren. Seine Grabstätte befindet sich auf dem Holmens-Kirkegard in Kopenhagen.

## Filmografie (Auswahl)
- 1972: Die Olsenbande und ihr großer Coup (Olsen-bandens store kup)
- 1973: Die Olsenbande läuft Amok (Olsen-banden går amok)
- 1974: Nitten røde roser
- 1976: Strømer
- 1978: Wallenstein
- 1979: Die Frau vom Meere (Fruen fra havet)
- 1981: Die Hexe von Laupstad (Forfølgelsen)
- 1981: Gummi Tarzan
- 1988: Goldregen (Guldregn)
- 1989: Valby – Das Geheimnis im Moor (Miraklet i Valby)
- 1994–1997: Hospital der Geister I und II (Riget I og II, Fernsehserie, elf Folgen)
- 2001: Ein Jackpot für Helene (At klappe med een hånd)
- 2002: Old Men in New Cars – In China essen sie Hunde 2 (Gamle mænd i nye biler)
- 2004: The Good Cop (Den gode strømer)
- 2005: Restless Souls – Haus der ruhelosen Seelen (Bag det stille ydre)